# Colomars
Colomars (Nissart: Couloumas) là một xã ở tỉnh Alpes-Maritimes, vùng Provence-Alpes-Côte d’Azur ở đông nam nước Pháp.

## Dân số
| Năm    | 1962 | 1968 | 1975 | 1982 | 1990 | 1999 |
| Dân số | 679  | 979  | 1241 | 1714 | 2307 | 2876 |